# Multilaterální agentura pro investiční záruky

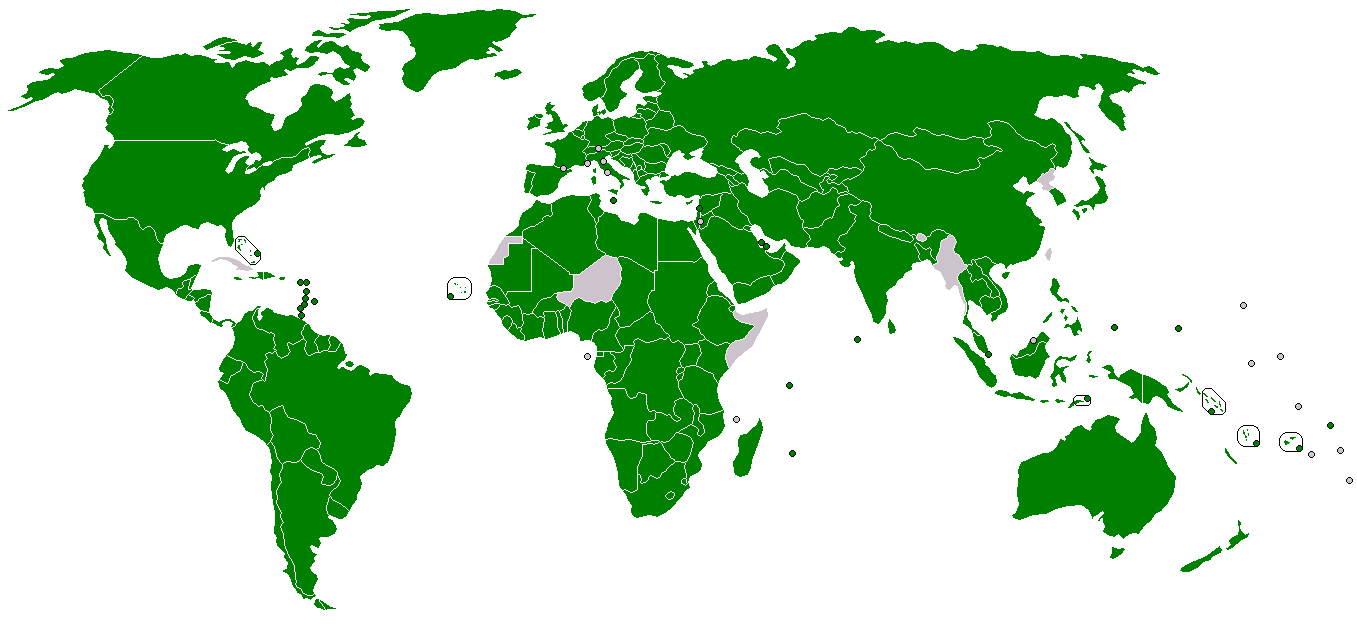
Členské státy MIGA.

Agentura pro mnohostranné investiční záruky (anglicky Multilateral Investment Guarantee Agency, zkr. MIGA) jedna z organizací Skupiny Světové banky se sídlem ve Washingtonu, D.C., ke které byla se svými 29 původními členy dne 12. dubna 1988 začleněna.
Od té doby počet jejích členů stoupl na 181, z čehož 156 členů patři do skupiny států tzv. rozvojových a 25 států včetně České republiky patří do skupiny států tzv. rozvinutých.
Hlavní úlohou MIGA je podpora a ochrana zahraničních investic v rozvojových zemích před neobchodními riziky (války, nepokoje, měnová rizika, znárodnění či zabránění repatriace zisku).
Společnost MIGA byla založena v roce 1988 jako investiční pojištění, aby podpořila sebevědomé investice v rozvojových zemích. MIGA vlastní a řídí její členské státy, ale má své vlastní výkonné vedení a zaměstnance, kteří vykonávají své každodenní operace. Jeho akcionáři jsou členské vlády, které poskytují splacený kapitál a mají právo hlasovat o svých záležitostech. Pojišťuje dlouhodobé dluhové a kapitálové investice a další aktiva a smlouvy s dlouhodobými obdobími. Agenturu každoročně vyhodnocuje nezávislá hodnotící skupina Světové banky.

## Historie
V září 1985 Rada guvernérů Světové banky schválila Úmluvu o zřízení Multilaterální agentury pro investiční záruky. MIGA byla založena a začala fungovat 12. dubna 1988 pod vedením tehdejšího výkonného viceprezidenta Yoshio Terasawy a stala se pátou členskou institucí skupiny World Bank Group. MIGA zpočátku měla kapitál 1 miliardu dolarů (1,94 miliardy dolarů v roce 2012 dolarů) a 29 členských států.
Všichni členové Mezinárodní banky pro obnovu a rozvoj (IBRD) se mohli stát členy agentury. MIGA byla založena jako snaha doplnit stávající zdroje nekomerčního rizika pro investice v rozvojových zemích. Tím, že agentura slouží jako mnohostranný ručitel, snižuje pravděpodobnost konfrontací mezi investorskou zemí a hostitelskou zemí. 
Zahajovací investiční záruky MIGA byly vydány v roce 1990 na pokrytí 1,04 miliardy USD (1,83 miliardy USD v roce 2012 dolarů) v hodnotě přímých zahraničních investic (FDI), které zahrnují čtyři jednotlivé projekty. Agentura také vydala své první zajišťovací smlouvy podepsané ve spolupráci s Export Development Canada a americkou zámořskou soukromou investiční společností (OPIC).
V roce 1994 se agentura připojila k Bernské unii, mezinárodnímu společenství poskytovatelů vývozních úvěrů a investičního pojištění.
V roce 1997 MIGA vydala zahajovací smlouvu v rámci Programu kooperativního upisování na podporu energetického projektu v Indonésii. Ve spolupráci s Investičním svěřeneckým fondem Evropské unie pro Bosnu a Hercegovinu zřídila agentura fond pro investiční záruky ve výši 12 milionů USD (17 milionů USD v roce 2012 USD). Agentura rovněž zřídila věrnostní fond pro investiční záruky Západního břehu Jordánu a Gazy s kapacitou 20 milionů USD (29 milionů USD v roce 2012 dolarů).
V roce 1998 přijala Rada guvernérů MIGA usnesení, kterým se stanoví obecné navýšení kapitálu o 850 milionů USD (1,2 miliardy USD v dolarech 2012), a převádí grant z IBRD ve výši 150 milionů USD (212 milionů v 2012 dolaru) . MIGA poprvé překročila 1 miliardu USD (1,4 miliardy USD v roce 2012 dolarů) v rámci jednoho roku poprvé v roce 1999.
V roce 2000 uhradila MIGA první pojistnou událost od založení agentury.
V roce 2001 MIGA vydala nové investiční záruky na 2 miliardy dolarů. Agentura zahájila svůj malý investiční program v roce 2005 ve snaze podpořit investice mezi malými a středními podniky. Téhož roku společnost MIGA zřídila v Afghánistánu svůj investiční záruční fond pro Afghánistán.
V roce 2007 MIGA vydala investiční záruky pro džibutský přístav a označila svou první podporu ve formě islámského financování. Agentura také spustila webovou stránku PRI-Center.com (nyní již neaktivní), jako portál pro informace o politickém řízení rizik a pojištění investic, který obsahoval také informační služby o přímých zahraničních investicích.
V roce 2009 představenstvo přijalo změny v provozních postupech MIGA a schválilo krytí pro nesplácení státních finančních závazků. Agentura rovněž vydala výroční publikaci nazvanou Světové investiční a politické riziko, která podává zprávy o trendech v celosvětovém investování a vnímání vyhlídek a rizik ze strany podniků, jakož i posuny v pojišťovnictví v oblasti politických rizik.
Ačkoli jednou dominovaly velké veřejné a mnohostranné upisovatele, soukromé pojišťovny představovaly v roce 2007 přibližně polovinu pojistného trhu s politickým rizikem. V důsledku toho MIGA věnovala větší pozornost mimořádně rizikovým zemím, které mají jen malou přitažlivost vůči zahraničním investorům, a pojistila projekty mezi národy na globálním jihu. 
MIGA provedla v roce 2010 průzkum, který ukázal, že politické riziko je nejdůležitějším odrazujícím prvkem dlouhodobých přímých zahraničních investic v rozvojových zemích, a to dokonce více než jen ekonomická nejistota a špatná veřejná infrastruktura.
Rada guvernérů MIGA v roce 2010 změnila úmluvu agentury s cílem zlepšit efektivitu organizace rozšířením škály investic způsobilých pro pojištění politického rizika.

## Struktura
MIGA je řízena Radou guvernérů, kteří zastupují své členské země. Představenstvo se skládá z 25 ředitelů a hlasů ve věcech předložených MIGA. Hlas každého ředitele je vážen podle celkového základního kapitálu členských států, které ředitel zastupuje. Rada společnosti MIGA je umístěna v jejím ústředí ve Washingtonu, D.C., kde se pravidelně schází a dohlíží na činnost agentury. Výkonný viceprezident agentury řídí celkovou strategii a její každodenní provoz. Od 15. července 2013 je Keiko Honda jejím výkonným viceprezidentem.

## Členství
MIGA je vlastněna 181 členskými vládami, které se skládají ze 156 rozvojových a 25 rozvinutých. Členové se skládají z 180 členských států OSN a Kosova. ČLENSTVÍ v MIGA je k dispozici pouze zemím, které jsou členy Světové Banky, zejména Mezinárodní banky pro obnovu a rozvoj.
Bhútán je nejnovějším členem MIGA, a to od prosince 2014. 
Od roku 2015 je 7 členských států Světové banky které nejsou členy MIGA, Brunej, Kiribati, Marshallovy ostrovy, San Marino, Somálsko, Tonga a Tuvalu. (státy OSN, které nejsou členy Světové banky, a tedy MIGA jsou: Andorra, Kuba, Lichtenštejnsko, Monako, Nauru, Severní Korea, Palestina)   

## Investiční záruky
MIGA nabízí pojištění na pokrytí pěti typů nekomerčních rizik: měnová konvertibilita a omezení převodů; vyvlastnění vlády; válka, terorismus a občanské nepokoje; porušení smlouvy; a neplnění finančních závazků. MIGA pokryje investice, jako jsou akcie, půjčky, akcionářské půjčky a záruky za akcionářské půjčky. Agentura může také pojistit investice, jako jsou smlouvy o správě, sekuritizace aktiv, dluhopisy, leasingové činnosti, franšízové dohody a licenční smlouvy. Agentura obecně nabízí pojistné krytí trvající až 15 let s možným prodloužením o pět let v závislosti na povaze a okolnostech daného projektu. Dojde-li k události, která je chráněna pojištěním, může společnost MIGA uplatnit práva investora vůči hostitelské zemi prostřednictvím subrogace, aby získala zpět náklady spojené s úhradou pohledávky. Konvence agentury však nevyžaduje, aby členské vlády zacházely se zahraničními investicemi nějakým zvláštním způsobem. Jako multilaterální instituce je MIGA také schopna vyřešit případné spory dříve, než se promění v nároky na pojištění.
Cílem programu malých investic agentury je propagovat přímé zahraniční investice do konkrétně malých a středních podniků. Program nabízí standardní typy pokrytí MIGA kromě toho, že se nevztahuje na porušení smlouvy. V rámci programu mohou malé a střední podniky využívat zvýhodněné pojistné a žádné poplatky za aplikaci, které nejsou k dispozici větším investorům. Pro kvalifikování investice do programu Small Investment Program MIGA definuje malé a střední podniky jako projekty s 300 nebo méně zaměstnanci, jejichž celková aktiva nesmí překročit 15 milionů USD a roční příjmy nepřesahující 15 milionů $. MIGA omezuje částku žádosti o investiční záruku na 10 milionů USD a bude garantovat pouze 10 let s možným prodloužením o 5 let.
Výroční zprávy společnosti MIGA nabízejí přehled o činnosti agentury.